# Hattenhofen, Göppingen
Hattenhofen är en kommun i Landkreis Göppingen i regionen Stuttgart i Regierungsbezirk Stuttgart i förbundslandet Baden-Württemberg i Tyskland.
Kommunen ingår i kommunalförbundet Raum Bad Boll tillsammans med kommunerna Aichelberg, Bad Boll, Dürnau, Gammelshausen och Zell unter Aichelberg.